# Volta a Àustria 2014
La Volta a Àustria 2014, 66a edició de la Volta a Àustria, es disputà entre el 6 i el 13 de juliol de 2014 sobre un recorregut de 1216,7 km distribuïts en vuit etapes. La cursa formava part del calendari de l'UCI Europa Tour 2014, amb una categoria 2.HC.
El vencedor final fou el britànic Peter Kennaugh (Team Sky), que dominà la cursa de cap a fi després de la victòria en la primera etapa. L'espanyol Javier Moreno (Movistar Team) i l'italià Damiano Caruso (Cannondale) completaren el podi. En les classificacions secundàries Kennaugh aconseguí la dels punts, Maksim Belkov (Team Katusha) la de la muntanya, Patrick Konrad (Gourmetfein Simplon Wels) la dels joves i el Movistar Team fou el millor equip.

## Equips
L'organització convidà a prendre part en la cursa a deu equips World Tour, tres equips continentals professionals i sis equips continentals:
equips World TourAstana Qazaqstan Team, BMC Racing Team, Cannondale, Garmin-Sharp, Lotto-Belisol, Movistar Team, Team Katusha, Team Sky, Team Tinkoff-Saxo, Trek Factory Racing
equips continentals professionalsBardiani CSF, Cofidis, Wanty-Groupe Gobert
equips continentalsAmplatz - BMC, Arbö-Gebrüder Weiss-Oberndorfer, Gourmetfein Simplon Wels, Team Vorarlberg, Tirol Cycling Team, Austria WSA

## Etapes
| Etapa | Data         | Recorregut                                            |                         | Km    | Vencedor d'etapa         | Líder de la general  | Ref.  |
| ----- | ------------ | ----------------------------------------------------- | ----------------------- | ----- | ------------------------ | -------------------- | ----- |
| 1a    | 6 de juliol  | Tulln - Sonntagberg                                   | Etapa de muntanya       | 182   | Peter Kennaugh (GBR)     | Peter Kennaugh (GBR) | [ 1 ] |
| 2a    | 7 de juliol  | Waidhofen an der Ybbs - Bad Ischl                     | Etapa plana             | 180,9 | Oscar Gatto (ITA)        | Peter Kennaugh (GBR) | [ 2 ] |
| 3a    | 8 de juliol  | Bad Ischl - Kitzbüheler Horn                          | Etapa de muntanya       | 206   | Dayer Quintana (COL)     | Peter Kennaugh (GBR) | [ 3 ] |
| 4a    | 9 de juliol  | Kitzbühel - Matrei in Osttirol                        | Etapa de mitja muntanya | 171,9 | Oscar Gatto (ITA)        | Peter Kennaugh (GBR) | [ 4 ] |
| 5a    | 10 de juliol | Matrei in Osttirol - Sankt Johann im Pongau/Alpendorf | Etapa de muntanya       | 146,4 | Jesse Sergent (NZL)      | Peter Kennaugh (GBR) | [ 5 ] |
| 6a    | 11 de juliol | Sankt Johann im Pongau/Alpendorf - Villach-Dobratsch  | Etapa de muntanya       | 182,4 | Evgueni Petrov (RUS)     | Peter Kennaugh (GBR) | [ 6 ] |
| 7a    | 12 de juliol | Podersdorf am See - Podersdorf am See                 | Contrarellotge          | 24,1  | Kristof Vandewalle (BEL) | Peter Kennaugh (GBR) | [ 7 ] |
| 8a    | 13 de juliol | Podersdorf am See - Viena                             | Etapa plana             | 122,8 | Marco Haller (AUT)       | Peter Kennaugh (GBR) | [ 8 ] |

## Classificació final
|    | Ciclista             | Equip                    | Temps       |
| -- | -------------------- | ------------------------ | ----------- |
| 1  | Peter Kennaugh (GBR) | Team Sky                 | 29h 45' 40" |
| 2  | Javier Moreno (ESP)  | Movistar Team            | + 1' 03"    |
| 3  | Damiano Caruso (ITA) | Cannondale               | + 1' 42"    |
| 4  | Patrick Konrad (AUT) | Gourmetfein Simplon Wels | + 2' 50"    |
| 5  | Riccardo Zoidl (AUT) | Trek Factory Racing      | + 2' 52"    |
| 6  | Jérôme Coppel (FRA)  | Cofidis                  | + 3' 03"    |
| 7  | Oliver Zaugg (SUI)   | Team Tinkoff-Saxo        | + 3' 07"    |
| 8  | Jure Golčer (SLO)    | Gourmetfein Simplon Wels | + 3' 47"    |
| 9  | Dayer Quintana (COL) | Movistar Team            | + 4' 14"    |
| 10 | Thomas Degand (BEL)  | Wanty-Groupe Gobert      | + 4' 15"    |

## Evolució de les classificacions
| Etapa | Vencedor           | Classificació general | Classificació per punts | Classificació de la muntanya | Classificació dels joves | Classificació per equips      |
| ----- | ------------------ | --------------------- | ----------------------- | ---------------------------- | ------------------------ | ----------------------------- |
| 1     | Peter Kennaugh     | Peter Kennaugh        | Peter Kennaugh          | Maksim Belkov                | Patrick Konrad           | Team Gourmetfein-Simplon Wels |
| 2     | Oscar Gatto        | Peter Kennaugh        | Peter Kennaugh          | Maksim Belkov                | Patrick Konrad           | Team Gourmetfein-Simplon Wels |
| 3     | Dayer Quintana     | Peter Kennaugh        | Peter Kennaugh          | Maksim Belkov                | Patrick Konrad           | Movistar Team                 |
| 4     | Oscar Gatto        | Peter Kennaugh        | Oscar Gatto             | Maksim Belkov                | Patrick Konrad           | Movistar Team                 |
| 5     | Jesse Sergent      | Peter Kennaugh        | Peter Kennaugh          | Maksim Belkov                | Patrick Konrad           | Movistar Team                 |
| 6     | Ievgueni Petrov    | Peter Kennaugh        | Peter Kennaugh          | Maksim Belkov                | Patrick Konrad           | Movistar Team                 |
| 7     | Kristof Vandewalle | Peter Kennaugh        | Peter Kennaugh          | Maksim Belkov                | Patrick Konrad           | Movistar Team                 |
| 8     | Marco Haller       | Peter Kennaugh        | Peter Kennaugh          | Maksim Belkov                | Patrick Konrad           | Movistar Team                 |
| Final | Final              | Peter Kennaugh        | Peter Kennaugh          | Maksim Belkov                | Patrick Konrad           | Movistar Team                 |